# Max Sandro Barbosa de Oliveira
1. WEITERLEITUNG Max Sandro